# Tamgrinia laticeps
Tamgrinia laticeps är en spindelart som först beskrevs av Schenkel 1936.  Tamgrinia laticeps ingår i släktet Tamgrinia och familjen mörkerspindlar. Inga underarter finns listade i Catalogue of Life.